# Якубайтис, Эдуард Александрович
Эдуард Александрович Якубайтис (26 марта 1924, Курск — 14 июля 2006, Рига) — советский и латвийский учёный в области информационных технологий, один из основоположников создания теории асинхронных конечных автоматов, основатель рижской научной школы технической кибернетики.

## Биография
Родился в Курске в семье латышского красного стрелка. Вскоре после его рождения семья переехала на Украину, затем — в Ростов-на-Дону.
В 1942 году призван в РККА, в 1943 году был тяжело ранен и демобилизован по инвалидности, несколько лет ходил с помощью костылей (нога не разгибалась, был перебит нерв).
Вылечил себя сам, ежедневно привязывая на несколько часов кирпич к ноге (журнал «Огонёк», 1965, № 25).
Поступил в Новочеркасский индустриальный институт, затем перевёлся в Ростовский-на-Дону институт инженеров железнодорожного транспорта и окончил его с отличием в 1949 году.
С 1949 г. младший научный сотрудник Института энергетики и электротехники Академии наук Латвийской ССР. В 1950 г. поступил в аспирантуру Московского научно-исследовательского энергетического института им. Г. М. Кржижановского, в 1953 защитил кандидатскую диссертацию, после чего работал научным сотрудником и заведующим лабораторией.
В 1959 году защитил докторскую диссертацию.
С 1960 по 1992 год директор и руководитель лаборатории логических систем Института электроники и вычислительной техники, с 1992 по 1994 — ведущий научный сотрудник.
28.02.1963 избран академиком Академии наук Латвийской ССР по специальности «техническая кибернетика» (член-корреспондент с 13.06.1960). С 1963 по 1967 год академик-секретарь Отделения физико-технических наук, с 1967 по 1992 год — вице-президент Академии наук.
Депутат Верховного Совета Латвийской ССР 9-го созыва.
Лауреат Государственной премии Латвийской ССР 1958 года — за непосредственное руководство и участие в решении конкретных задач улучшения энергоснабжения транспортных средств и создание и внедрение автоматизированной системы электроснабжения пассажирских вагонов.
Заслуженный деятель науки и техники Латвии (1974), Лауреат Государственной премии СССР (1978 — за разработку принципов построения автоматизированных сканирующих систем оптической микроскопии, создание и внедрение на их основе комплекса приборов для анализа микрообъектов в научных исследованиях и промышленности) и премии Совета Министров Латвии (1983).
Один из разработчиков и теоретиков советской компьютерной сети Академсеть.
Автор и соавтор более 150 научных публикаций, 17 монографий и 69 брошюр, 23 изобретений. Его книги изданы во Франции, в США, Китае и большинстве стран Восточной Европы.
Жил в Риге по адресу Экспорта 2А. Умер в Риге 14 июля 2006 года, похоронен на 1-м Лесном кладбище.

## Монографии
- Основы технической кибернетики. Рига: изд-во АН ЛССР, 1962, 287 стр.
- Асинхронные логические автоматы. Рига: Зинатне, 1966, 379 стр.
- Логические автоматы и микромодули. Рига: Зинатне, 1975, 259 стр.
- Архитектура вычислительных сетей. Москва: Статистика, 1980, 279 стр.
- Локальные информационно-вычислительные сети. Рига: Зинатне, 1985, 284 стр.
- Информатика — электроника — сети. Москва: Финансы и статистика, 1989, 198 стр.
- E.Jakubaitis. Informātika. Rīga: Zinātne, 1990, 195 lpp.
- Открытые информационные сети. Москва: Радио и связь, 1991, 207 стр.
- Информационные сети и системы. Москва: Финансы и статистика, 1996, 365 стр.